# Jaume Clotet i Fabrés
|  | Aquest article tracta sobre el cofundador dels claretians. Si cerqueu el periodista i historiador, vegeu «Jaume Clotet i Planas». |

Jaume Clotet i Fabrés (Manresa, 24 de juliol de 1822 — Gràcia, Barcelona, 4 de febrer de 1898) fou un prevere català, cofundador de la Congregació de Missioners Fills de l'Immaculat Cor de Maria o Claretians i impulsor pioner de la Llengua de signes catalana. Ha estat proclamat venerable per l'Església catòlica.

## Biografia
Nascut a Manresa, hi estudià al col·legi dels jesuïtes. Estudià Filosofia a la Universitat de Barcelona i Teologia al seminari de la mateixa ciutat. En 1839 anà al seminari de Vic a estudiar Teologia moral. Va haver de marxar a França i rebé el sotsdiaconat a Perpinyà en 1845 i fou ordenat sacerdot a Roma.
De nou a Vic, s'ocupà de la catequesi i fou nomenat vicari de Castellfollit del Boix i rector de Santa Maria de Civit. Hi començà el seu apostolat entre els sordsmuts, per als que publicà una gramàtica i el Catecismo de los mudos (1870). Volent implicar-se més en l'apostolat, parlà amb Antoni Maria Claret. Amb ell i quatre sacerdots més, en 1849 fundà la Congregació de Missioners Fills de l'Immaculat Cor de Maria. Fou superior de la Casa Missió de Vic en 1861 i secretari general de la congregació entre 1888 i 1895.
En 1868, però, hagué de marxar a l'exili a França. En 1870, a l'Abadia de Fontfreda, acompanyà el pare Claret, que morí en els seus braços. De nou a Espanya, continuà la seva tasca com a superior dels claretians. Escrigué una biografia d'Antoni Maria Claret (1882) i morí en 1898.

## Veneració
En 1960, les seves restes foren traslladades des del cementiri del Poblenou cap a l'església de l'Immaculat Cor de Maria de Barcelona. Mort en llaor de santedat, el seu procés de beatificació s'inicià a Barcelona i Vic el 10 d'abril de 1964. El 13 de maig de 1989, Joan Pau II el proclamà venerable.